# Махис (Южная Осетия)
Махис (осет. Махис, груз. მახისი — Махиси) — село в Закавказье, расположено в Цхинвальском районе Республики Южная Осетия, фактически контролирующей село; согласно юрисдикции Грузии — в Горийском муниципалитете.

## География
Село находится на реке Меджуда на юго-востоке  Цхинвальского района, к юго-западу от села Бикар.

## Население
Село населено этническими осетинами..
Перепись населения 2015 года зафиксировала в Махисе 75 жителей.

## История
Состоит из исторически сформировавшихся частей: основного села Нижний Махис (осет. Дæллаг Махис, груз. ქვემო მახისი —  Квемо-Махиси) и более отдалённых к северу соответственно сёл Средний Махис (осет. Астæуккаг Махис, груз. შუა მახისი — Шуа-Махиси) и Верхний Махис (осет. Уæллаг Махис, груз. ზემო მახისი — Земо-Махиси).

## Топографические карты
- Лист карты K-38-65 Ленингори. Масштаб: 1 : 100 000. Издание 1979 г.